# Steve McQueen (director)
|  | No s'ha de confondre amb l'actor de cinema estatunidenc Steve McQueen.. |

Steven Rodney McQueen (Londres, 9 d'octubre de 1969), més conegut com a Steve McQueen, és un director, productor, guionista i artista britànic. Amb 12 anys d'esclavitud, un drama històric que narra les memòries d'un esclau de 1853, va guanyar l'Oscar a la millor pel·lícula, el Premi BAFTA a la millor pel·lícula i el Globus d'Or a la millor pel·lícula dramàtica. A més, també rebé el premi al Millor Director des del New York Film Critics Circle i fou el primer director negre en guanyar l'Oscar a Millor Pel·lícula.
McQueen és conegut per les seves col·laboracions amb l'actor Michael Fassbender, qui ha sortit en les seves tres pel·lícules: Hunger, un drama històric sobre la vaga de fam irlandesa de 1981; Shame, un drama sobre un executiu que ha de lidiar amb la seva addicció al sexe, i 12 anys d'esclavitud, un biòpic sobre l'esclavitud dels negres als Estats Units.
McQueen ha rebut el premi més gran que pot rebre un artista visual britànic per les seves obres: el Premi Turner. A més, pels seus treballs en el món de les arts visuals va ser anomenat comandant de l'Ordre de l'Imperi Britànic l'any 2011, tot i que anteriorment, l'any 2002, ja havia sigut anomenat oficial. 
A l'abril de 2014, la revista TIME el va incloure en el seu llistat anual TIME 100 com una de les persones més influents del món.

## Biografia
McQueen va néixer a Londres, tot i que té descendència grenadina i de Trinitat i Tobago. Va créixer a Hanwell, a l'oest de Londres, i va anar al Drayton Manor High School. A una entrevista concebuda en 2014, McQueen declarava haver tingut una experiència molt dolenta a l'escola, on va ser posat a una classe per estudiants pels quals les seves feines més adients eren les de «tasques manuals com lampistes, constructors i similars». Més tard, el nou director de l'escola va admetre l'existència de racisme institucional en aquells anys. A més, McQueen va afegir que patia dislèxia i havia de dur un pedaç ocular per un ull mandrós, factors que poden ser els causants de la seva ràpida marginació.
D'altra banda, va ser un bon jugador de futbol, i va entrar al club de futbol St. George's Colts. Va fer els exàmens A-Level d'art a Ealing, Hammersmith and West London Collage, per a continuar els estudis d'Art i Disseny al Chelsea College of Arts i després Belles Arts a Goldsmiths College, Universitat de Londres, on es va començar a interessar pel cinema. Va deixar Goldsmiths i va tenir una breu estada a la Tisch School of Arts de la Universitat de Nova York. Allà també va trobar que l'enfocament dels estudis era massa asfixiant i no donava peu a l'experimentació, queixant-se que allà tampoc «podies alçar la càmera».
Des de 1997, a més de la seva residència a Londres, McQueen té una casa a Amsterdam amb la seva dona, la crítica cultural Bianca Stigter, amb qui conviu amb els seus dos fills.

## Carrera
Els seus primers films, curtmetratges que va rodar entre 1993 i 1997, acostumaven a ser projectats en una o diverses parets de les galeries d'art de manera molt minimalista. A més, ha fet diverses escultures com l'anomenada White Elephant (1998) i fotografies. Així mateix, en més d'una ocasió ha afirmat la gran influència que va tenir sobre ell la nouvelle vague i els films d'Andy Warhol.
L'any 1999 va guanyar el prestigiós premi Turner i el 2006 va anar a Iraq com a artista oficial de guerra per, l'any següent, presentar una peça commemorativa de tots els soldats britànics que varen morir a la guerra d'Iraq. La peça estava conformada per segells amb retrats dels soldats i, tot i que van ser proposats per circular com segells comercials, la proposta va ser rebutjada pel Royal Mail.
L'any 2008 va estrenar la seva primera pel·lícula: Hunger. El film parla sobre la vaga de fam que va haver-hi per part de grups republicans irlandesos l'any 1981 i va ser premiat amb la Càmera d'Or al Festival de Cannes. El film també va guanyar el premi inaugural del Sydney Film Festival per la seva «controlada i clara visió, el seu extraordinari detall i valor, la dedicació del seu elenc i el poder i la ressonància de la seva humanitat»; el premi Diesel Discovery al Festival Internacional de Cinema de Toronto l'any 2008, el qual és votat per la premsa que assisteix al festival, el premi de Los Angeles Film Critics Association a Film d'una Nova Generació i el premi a millor pel·lícula al London Evening Standard Film Awards el 2009.
McQueen va representar a Gran Bretanya als Biennal de Venècia l'any 2009. També a aquest any es va anunciar que havia sigut escollit per dirigir Fela, un biòpic sobre el músic nigerià i activista Fela Kuti. Malgrat això, McQueen va estrenar la seva segona pel·lícula, Shame, que narra la història d'un addicte al sexe (Michael Fassbender) la vida del qual canvia totalment quan la seva germana (Carey Mulligan) reapareix.
L'última i més recent pel·lícula de McQueen és 12 anys d'esclavitud. Estrenada l'any 2013 i basada en l'autobiografia de Solomon Northup, publicada el 1853, explica la història d'un home negre lliure que és raptat el 1841 i venut com esclau per treballar als camps de cotó de Louisiana abans de ser alliberat 12 anys després. El film va guanyar l'Oscar a la millor pel·lícula. Va ser la primera pel·lícula amb un director negre en guanyar aquesta categoria. Brad Pitt, un dels actors, va afirmar que «Steve va ser el primer a fer la gran pregunta: ‘Per què no hi ha més pel·lícules sobre la història de l'esclavitud a Amèrica?’. Va ser un britànic a qui li va tocar plantejar la gran pregunta.»
Al novembre de 2014, va ser anunciat que la seva propera pel·lícula es tractaria d'un biopic sobre l'actor, cantant i activista Paul Robeson.
Durant una conferència a la Universitat d'Oxford, Kanye West va anunciar que McQueen havia dirigit el vídeo pel seu nou single All Day. El vídeo va ser projectat a la Fondation Louis-Vuitton el 7 de març de 2015 a París abans que comencés el primer dels seus quatre concerts a un dels edificis dissenyats per Frank Gehry. El juliol de 2015, el vídeo va ser estrenat a Amèrica al Museu d'Art del Comtat de Los Angeles.
McQueen també va desenvolupar Codes of Conduct, un drama per l'HBO sobre un jove negre amb un fosc passat que, tot i així, aconsegueix entrar a l'alta societat de Nova York. Després de molts canvis, Home Box Office (HBO) va acabar cancel·lant la sèrie a febrer de 2016 per diversos problemes. Codes of Conduct anava a constar de sis episodis coescrits amb Matthew Michael Carnahan, produïts per Russell Simmons i dirigits pel mateix McQueen. Els actors principals eren Devon Terrell, Paul Dano, Helena Bonham Carter i Rebecca Hall.

### Anys 2000
El 2019, es va anunciar que Small Axe, una sèrie d'antologia de cinc pel·lícules creades i dirigides per McQueen, s'estrenaria a BBC One i Amazon Prime Video. Alguna forma de la sèrie s'havia desenvolupat des del 2012 i es va anunciar per primera vegada el 2014. La sèrie se centra en "cinc històries ambientades a les Índies Occidentals de Londres comunitat des de finals dels anys 60 fins a principis dels 80". Tres pel·lícules de la sèrie es van estrenar al Festival de Cinema de Nova York, rebent elogis de la crítica. La sèrie es va publicar setmanalment a BBC One i Amazon Prime Video a partir del novembre de 2020.
L'antologia va ser un projecte particularment personal per a McQueen, ja que retrata la comunitat més gran on va créixer. Són pel·lícules que considera que s'haurien d'haver fet "fa 35 anys, 25 anys, però no es van fer".
| «                                                              | No hi ha manera que ningú m'hagués donat a mi, ni a ningú més, diners en aquell moment per fer una pel·lícula sobre els Mangrove Nine. No eres benvingut... Molta gent em va dir: "Per què no vas fer això a l'inici de la teva carrera cinematogràfica?" Però no podia tenir perquè llavors no tenia la maduresa, no tenia la distància, no tenia la força. Necessitava fer altres coses abans de poder tornar a mi. | » |
| — McQueen en una entrevista amb David Olusoga a Sight & Sound. | |   |

Per tancar l'Anthology, McQueen va optar per basar la pel·lícula final, Educació, en una història de la seva pròpia vida.
L'antologia, especialment les pel·lícules Mangrove i Lovers Rock, va rebre nombrosos reconeixements i va aparèixer en diversos les deu millors llistes de la crítica. Lovers Rock va ser la pel·lícula millor classificada a les millors pel·lícules del 2020 segons Sight and Sound, una agregació de les 10 millors llistes dels col·laboradors de la revista. Tant Mangrove com Lovers Rock van ser seleccionats per al Cannes el 2020, i si el festival no s'hagués cancel·lat a causa del Covid-19 pandèmia, McQueen hauria estat el primer director a tenir dues pel·lícules en competició a Cannes el mateix any.
Segons Film Stage, Jordan Raup va informar que McQueen dirigiria un documental de la Segona Guerra Mundial titulat Occupied City sobre l'ocupació d'Amsterdam per les forces alemanyes entre 1940 i 1945. S'estrenarà al Festival de Cinema de Cannes 2023.
Tornarà al cinema amb Blitz, una història sobre els londinencs durant "The Blitz" de la Segona Guerra Mundial, que farà. escriure, dirigir i produir. La pel·lícula s'estrenarà a Apple TV+.

## Filmografia

### Llargmetratges
| Any  | Pel·lícula           | Com a    | Com a     | Com a     | Distribució                          | Taquilla     |
| Any  | Pel·lícula           | Director | Productor | Guionista | Distribució                          | Taquilla     |
| ---- | -------------------- | -------- | --------- | --------- | ------------------------------------ | ------------ |
| 2008 | Hunger               | Sí       |           | Sí        | Icon Productions Zeitgeist Films     | $2,724,474   |
| 2011 | Shame                | Sí       |           | Sí        | Momentum Pictures Fox Searchlight    | $17,693,675  |
| 2013 | 12 anys d'esclavitud | Sí       | Sí        |           | Summit Entertainment Fox Searchlight | $187,733,202 |

McQueen va començar al món del cinema amb Hunger, pel·lícula amb la qual volia «mostrar com veure, sentir, olorar i tocar al bloc-H el 1981. El que volia transmetre és una cosa que no es pot trobar en els llibres o arxius: l'ordinari i l'extraordinari de la vida a la presó. No obstant això, la pel·lícula és també una abstracció del que és morir per una causa». El film va rebre molt bones crítiques i puntuacions: un 9 a Rotten Tomatoes, un 8,2 a IMDb i un 7,3 a FilmAffinity; i va guanyar la Càmera d'Or de Cannes, el premi a Millor Opera Prima pel Cercle de Crítics de Nova York i el premi a Millor Pel·lícula del Festival de Chicago, entre d'altres. Estrenada a finals d'octubre, va tenir una acollida tan bona que a Cahiers du Cinéma Jacques Sicard va crear un petit poema sobre ella i va ser citada en multitud d'estudis sobre la vaga de fam a Irlanda. A més, va permetre que McQueen comptés amb un pressupost superior per la seva propera pel·lícula, Shame, passant així dels 2.177.250 $ als 6.500.000 $.
A la següent pel·lícula, Shame, McQueen va tornar a treballar amb Michael Fassbender i va col·laborar per primer cop amb la coneguda actriu Carey Mulligan. Shame també va rebre molt bones crítiques i notes (7,9 a Rotten Tomatoes i 7,3 a IMDb). Xan Brooks, crític de The Guardian, va afirmar que «sembla menys formal, menys arrelada en el llenguatge de la instal·lació artística que Hunger i per això és molt més satisfactòria». El film va crear molta controvèrsia per la multitud d'escenes amb sexe i nus explícits, fet pel qual es va classificar a McQueen de provocador nat. Amb aquest film McQueen va guanyar els premis FIPRESCI i CinemAvvenire del Festival de Venècia, mentre que Fassbender va guanyar el premi Copa Volpi a Millor Actor. També va estar nominat al BAFTA com a Millor Pel·lícula Britànica, al Lleó d'Or del Festival de Venècia i a la millor pel·lícula estrangera dels Premis Independent Spirit, entre d'altres.
Amb 12 anys d'esclavitud, un drama històric basat en l'autobiografia de Solomon Northup que narra les memòries d'un esclau de 1853, va aconseguir la fama internacional. El film no només va rebre molt bones crítiques i puntuacions (9,6 a Rotten Tomatoes i 8,1 a IMDb), sinó que va guanyar l'Oscar a Millor Pel·lícula, a Millor Guió i a Millor Actriu Secundària i el Globus d'Or a Millor Pel·lícula Dramàtica, entre d'altres premis i nominacions. Corliss, de la revista TIME, va traçar paral·lels amb els films de l'Alemanya nazi afirmant que «McQueen mostra que el racisme, a part de la seva bàrbara falta d'humanitat, és terriblement ineficient. Es pot argumentar que l'Alemanya nazi va perdre la guerra tant perquè es va desviar tant a la matança de jueus com perquè no va explotar la brillantor dels científics jueus en la construcció d'armes intel·ligents. Els amos dels esclaus dilueixen l'energia d'aquests amb flagells com esport sàdic i, a l'igual que Epps, es desperten a la nit per un plaer cruel per ballar amb la seva esposa».

### Curtmetratges
| 1993 | Bear               | Sí | Sí | Sí |    |
| 1995 | Five Easy Pieces   | Sí | Sí | Sí |    |
| 1996 | Stage              | Sí | Sí | Sí |    |
| 1996 | Just Above My Head | Sí | Sí | Sí |    |
| 1997 | Exodus             | Sí | Sí | Sí | Sí |
| 1997 | Catch              | Sí | Sí | Sí |    |
| 1997 | Deadpan            | Sí | Sí | Sí |    |
| 1998 | Drumroll           | Sí | Sí | Sí |    |
| 1999 | Prey               | Sí | Sí | Sí |    |
| 2000 | Cold Breath        | Sí | Sí | Sí |    |
| 2001 | Illuminer          | Sí | Sí | Sí |    |
| 2001 | Girls, Tricky      | Sí | Sí | Sí |    |
| 2001 | 7th Nov.           | Sí | Sí | Sí |    |
| 2002 | Western Deep       | Sí | Sí | Sí |    |
| 2002 | Carib's Leap       | Sí | Sí | Sí |    |
| 2004 | Charlotte          | Sí | Sí | Sí |    |
| 2005 | Pursuit            | Sí | Sí | Sí |    |
| 2007 | Unexploded         | Sí | Sí | Sí |    |
| 2007 | Running Thunder    | Sí | Sí | Sí |    |
| 2007 | Gravesend          | Sí | Sí | Sí |    |
| 2008 | Rayners Lane       | Sí | Sí | Sí |    |
| 2009 | Static             | Sí | Sí | Sí |    |
| 2009 | Giardini           | Sí | Sí | Sí |    |
| 2014 | Ashes              | Sí | Sí | Sí |    |
| 2016 | Mr. Burberry       | Sí | Sí | Sí |    |

### Argument dels curts
Bear (1993) va ser el seu primer film important, el qual va presentar al Royal College of Art a Londres. Tot i que no es tractava d'una peça obertament política, per moltes persones plantejava qüestions sobre la raça, l'atracció sexual cap als homes i la violència. El curt mostra un combat de lluita entre dos homes que alternen gestos ambigus que mostren tant conductes agressives com atracció eròtica. Els protagonistes, un d'ells McQueen, són ambdós negres, tot i que McQueen afirma que la raça no conforma cap mena de prioritat en el treball. Com tots els seus primers treballs, Bear està en blanc i negre, i va ser filmada en 16 mil·límetres i sense so.
Five Easy Pieces (1995) és el seu segon curt, també mut, el qual segueix una dona a través d'una corda d'equilibrista, metàfora que McQueen considera «la imatge perfecta entre una combinació de vulnerabilitat i força».
A Stage (1996) presenta un home i una dona que semblen estar a l'aguait entre si, però mai es troben. Les seves mirades inquisidores poden tant significar que s'estan buscant entre si com podrien suggerir que només es miren.
Just Above My Head (1996) mostra una estreta relació amb el seu film anterior i la temàtica clau de caminar. Un home, McQueen, rep un tret per separar el seu cos en diferents parts, però el seu cap segueix apareixent a la part superior de la imatge, pujant i baixant amb el seu pas i entrant i sortint de quadre segons el moviment de la càmera. Tal com va declarar David Frankel, «la simultaneïtat de fragilitat i persistència» sembla una important metàfora de la dura vida dels negres a Anglaterra i arreu del món.
Exodus (1997) és un vídeo en color de 65 segons que té com a punt de partida el títol d'una cançó de Bob Marley. També és el primer i únic treball de McQueen com a editor. El vídeo mostra un esdeveniment on dos homes negres porten testos amb palmeres i es veu com les fulles de la planta s'agiten per sobre del seu cap. McQueen va seguir a aquests homes pels carrers de Londres fins que van pujar a un bus i van marxar.
Just després de rodar Catch (1997) va estrenar Deadpan (1997), una obra en blanc i negre de quatre minuts protagonitzada per McQueen, qui mostra des d'una multitud d'angles una recreació d'un truc realitzat per Buster Keaton, passar per una finestra quan part d'una casa li cau a sobre, a Steamboat Bill Jr.. Frieze Magazine va assenyalar una gran i profunda observació sobre el sistema penitenciari i Media Art va indicar que el seu ús del blanc i negre emula l'estil de les pel·lícules dels anys 20 sense «una estratègia de historització o reinterpretar els orígens de les imatges en moviment». L'obra va ser exposada en bucle des del 17 de novembre de 2011 al 17 de febrer de 2014 al Museu d'Art Modern de Nova York a les Contemporary Galleries, 1980-Now.
A Drumroll (1998), McQueen va adjuntar tres càmeres al capdavant i cada extrem d'un tambor d'oli i ho va fer rodar pels carrers de Manhattan. Els resultats es varen projectar en tres parets d'un espai tancat.
A Drumroll el varen seguir cinc curts: Prey (1999), Cold Breath (2000), Illuminer (2001), Girls, Tricky (2001), on va enregistrar com l'artista de hip hop Tricky gravava Girls, i 7th Nov. (2001), on el seu cosí narra com va passar l'accident que va canviar la seva vida.
Western Deep (2002) és una obra encarregada per documenta 11 i consisteix una poderosa exploració dels sentits a la mina d'or TauTona, al Sud-àfrica, on es mostra com treballadors migrants treballen a llocs foscos i claustrofòbic amb l'ensordidor so d'una perforadora de fons.
Just després va crear Carib's Leap (2002), Charlotte (2004), Pursuit (2005) i Unexploded (2007).
Running Thunder (2007) és un curt d'11 minuts sobre un cavall mort a una pradera. El film va ser comprat l'any 2014 per l'Stedelijk Museum Amsterdam, que afirmava que el títol era «enganyós, que evoca(va) associacions amb les carreres de cavalls, la velocitat i l'energia» i destacava la «tensió inesperada» que provocava la imatge estàtica.
Gravesend (2007) va ser un dels seus últims curts, el qual descrivia el procés de refinament i producció del coltan i va aconseguir ser estrenat al museu d'art contemporani The Reinassence Society dels Estats Units.
Després va crear Static (2009), Rayners Lane (2008) i Giardini (2009).
Al 2014 va estrenar Ashes, que explica la història d'Ash, un home grenadí que va ser assassinat després que descobrís una partida de drogues amagades a la platja.
Ja al 2016 va estrenar Mr. Burberry, la història d'una parella d'enamorats que passen un sensual cap de setmana al Hotel Café Royal de Londres.
Les seves referències artístiques inclouen artistes com Andy Warhol, Serguei Eisenstein, Dziga Vèrtov, Jean Vigo, Buster Keaton, Carl Theodor Dreyer, Robert Bresson i Billy Wilder.

## Per a llegir més
- Brockington, Horace. "Logical Anonymity: Lorna Simpson, Steve McQueen, Stan Douglas." International Review of African American Art 15, N. 3 (1998): 20–29.
- Downey, Anthony. "Steve McQueen: Western Deep and Carib's Leap." Wasafiri, N. 37 (2002): 17–20.
- Demos, T. J. "Moving Image of Globalization [On Steve McQueen's Gravesend]" i "Indeterminacy and Bare Life in Steve McQueen's Western Deep." The Migrant Image: The Art and Politics of Documentary During Global Crisis (Durham: Duke University Press, 2013), 21-32 i 33-54.
- Downey, Anthony. "Steve McQueen: 'Once Upon a Time.'" Journal of Visual Culture, Vol. 5, N. 1 (2006), pp. 119–125.
- Demos, T. J. "Giardini: A Fairytale." a Steve McQueen (British Pavilion, Venice Biennale, 2009).